# Aydın

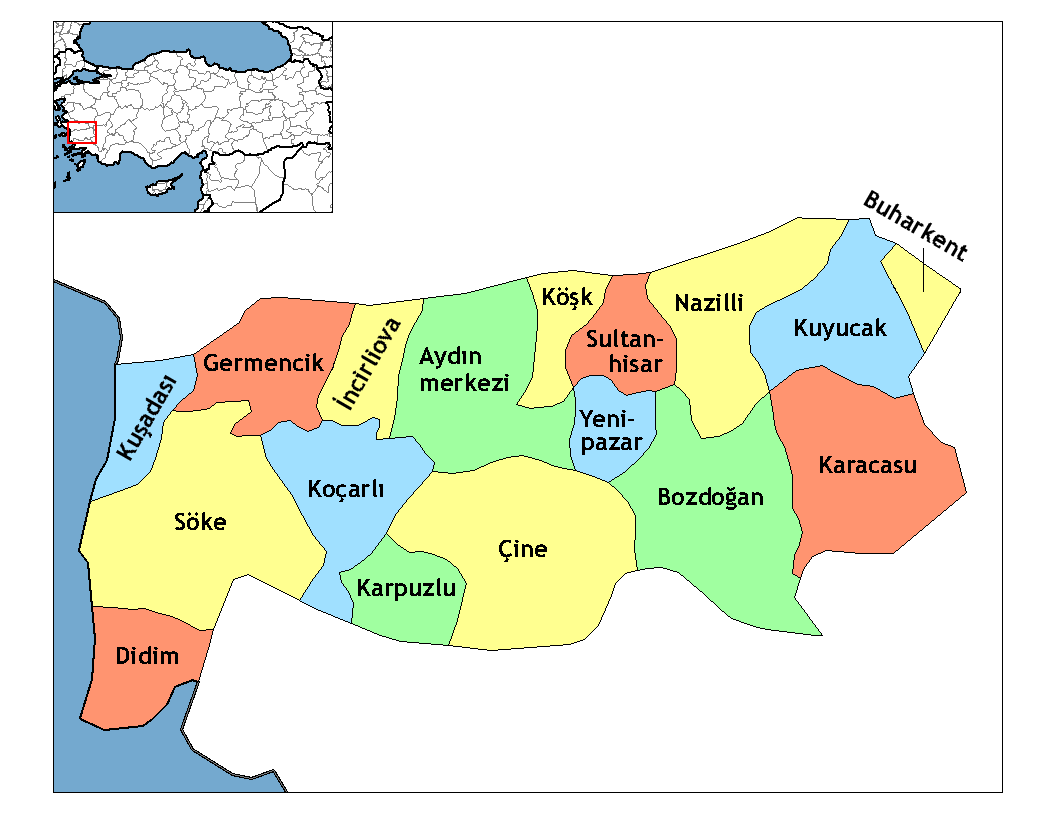
Mapa

Aydın (en turc, també Aidin) és una ciutat de Turquia, capital de la província d'Aydın a la costa de la mar Egea a la vall del riu Büyük Menderes (Meandre) i a la riba del seu afluent, el rierol Tabak Çay (clàssic Eudon), al peu de la muntanya Gevizli Dagh (clàssic Messogis). És una regió principalment agrícola on destaquen com a producte les figues. El seu nom deriva dels emirs Aydin-oghlu que hi van governar al segle xiv, però abans es va dir Tral·les i des del final del segle xiii Güzelhisar o Guzel Hissar. Té una població (cens del 2000) de 143.268 habitants. El 1945 tenia 18.504 habitants però el 1900 en tenia 36.250 per la presència d'una forta minoria grega.

## Història
Estrabó diu que la ciutat fou fundada pels argius i els tral·lis, una tribu tràcia. Les primeres notícies gregues l'anomenen "Anthea" i "Euanthia" i era una ciutat de Lídia. Sota el domini persa després del 550 aC fou atacada pels espartans durant la campanya d'Agesilau II (396-395 aC). La ciutat va obrir les portes a Alexandre el Gran el 334 aC. A la mort d'Alexandre va passar a Antígon el Borni que la va conservar fins al 301 aC. Sota els selèucides va portar el nom d'Antioquia del Meandre (Αντιόχεια) i després "Selèucia del Meandre" i "Erynina". Va passar al regne de Pèrgam el 189 aC en el tractat d'Apamea i els reis hi van tenir un palau. Va donar suport a Aristònic de Pèrgam del 133 al 129 aC. Sota domini romà després del 129 aC, pel suport a Aristònic va perdre alguns drets, entre els quals el d'encunyar moneda; va portar llavors el nom de "Tralles" o "Tralleis" (català Tral·les) que va conservar en el període romà d'Orient. Sota els romans fou convent jurídic fins a la república, però després fou substituïda per Efes. Fou una de les ciutats que van donar suport a Mitridates VI Eupator. L'any 26 aC va patir un terratrèmol i August va aportar diners per la seva reconstrucció i en agraïment la ciutat va agafar el nom de Cesarea (Caesarea). Estrabó esmenta alguns personatges famosos residents a la ciutat com Pitodor de Nisa i els oradors Damasus Scombrus i Dionisocles. Segles més tard (any 474) fou ell lloc de naixement d'Antemi de Tral·les, arquitecte de Santa Sofia a Constantinoble.
S'esmenta un primer bisbe vers el 105, de nom Polibi en una carta de Sant Ignasi d'Antioquia a l'església local. En temps de Constantí I el Gran ja era totalment cristiana i el bisbat fou confirmat. Entre els bisbes coneguts hi ha Heracleon (431), Maximus (451), Uranius (553), Myron (692), Theophylactus (787), Theophanes i Theopistus (segle ix) i Joan (1230). Tral·les va romandre seu de bisbat (Tral·les d'Àsia) fins al dia d'avui.
Després de la batalla de Mantziciert el 1071, els turcs seljúcides van entrar a la ciutat, però la van perdre després de la derrota de Dorilèon davant els croats el 1097. El 1176 després de la victòria de Kilidj Arslan II sobre Manuel I Comnè els seljúcides la van recuperar, però al cap de poc l'emperador la va reconquerir i va romandre romana d'Orient fins que fou ocupada per Amir Menteshe (o Mentese) el 1280 i llavors es va dir Güzel Hisar.
El grup turcman dels Aydin-oghlu va participar en les lluites a Anatòlia al començament del segle xiv. Ramon Muntaner diu que la gavella de Tin (Aydin) fou una de les derrotades per Roger de Flor a la batalla d'Auley el 1304. L'emirat d'Aydin (Aydınoğlu o Aydin-oghlu) es va consolidar a la regió el 1307 i va governar les terres al nord del Meandre fins a Izmir (Esmirna); Güzel Hisar fou ocupada el 1310 per l'Aydin-oghlu Mehmed Beg que va donar el nom familiar a la ciutat, tot i que la capital era a Birgi. El 1390 fou ocupada amb la resta de l'emirat pels otomans, però l'emirat fou restablert el 1402 després de la derrota de Baiazet I davant Tamerlà el juliol de 1402 a Ankara.
L'emirat va subsistir fins al 1425 quan fou definitivament ocupat pel sultà otomà Murat II i annexionat incloent la ciutat. Llavors van formar un sandjak amb capital a Tire que fou integrat a l'eyalat d'Anadolu, després wilayat d'Aydin (que cobria les modernes províncies de Mugla, Aydin i la part sud de la d'Izmir. Al segle xviii el sandjak d'Aydin i el de Saruhan van passar com a feu a la família dels Karaosmanoğlu, retornant a l'administració directa de la Porta otomana el 1833, i llavors va ser elevat a wilayat particular, però el 1850 retornà a la seva condició de sandjak dins el wilayat d'Izmir. La població havia crescut de manera important
En la guerra contra Grècia la ciutat fou ocupada pels grecs després de la batalla d'Aydin lliurada entre el 27 de juny i el 4 de juliol de 1919. Finalment, fou incendiada el 7 de setembre de 1922 al sortir els grecs. Durant l'ocupació grega alguns grups turcs van fer la guerrilla a les muntanyes entre els quals Yörük Ali àlies Efe, declarat heroi de Turquia. Les poblacions grega de Turquia i turca de Grècia foren bescanviades per l'acord de 1923.
El 1924, sota Ataturk, va esdevenir altre cop capital d'un wilayat. Amb l'augment de la població i l'activitat econòmica incloent el turisme (està a menys d'una hora de cotxe de la costa), es van crear nous serveis com la Universitat Adnan Menderes (1992) i l'aeroport Adnan Menderes, ambdues coses batejades amb el nom d'un primer ministre turc nadiu de la ciutat.

## Llocs interessants
- Mesquites otomanes de Ramazan Paşa, Süleyman Paşa i Cihanoğlu
- Torre fortificacions romanes d'Orient
- Ruïnes romanes amb un gimnàs i un teatre
- Estàtua de Yörük Ali àlies Efe
- Museu d'Aydın, arqueòlogic, numismàtic i etnogràfic

## Personatges
- Apol·loni de Tral·les, escultor
- Antemi de Tral·les (vers 474-vers 534), arquitecte
- Adnan Menderes, primer ministre de Turquia